# Getty Conservation Institute
Il Getty Conservation Institute (GCI), con sede a Los Angeles, California, è un istituto per la preservazione della cultura e dell'arte e un progetto dell'organizzazione filantropica J. Paul Getty  Museum Trust.
Ha sede presso il Getty Center di Brentwood, Los Angeles, ma dispone anche di servizi al Getty Villa di Pacific Palisades, California, ed è stato fondato nel 1985. Il GCI è un istituto di ricerca privato internazionale. Il Getty Conservation Institute è attivo nella preservazione dell'arte e dell'architettonica. Oltre a offrire programmi di formazione. L'istituto ha pubblicato diversi libri accademici e ha sostenuto progetti sul campo in tutto il mondo al fine di conservare l'eredità culturale.

## Direzione
Nel corso degli anni i direttori sono stati tre:
- 1985-1990: Luis Monreal
- 1990-1998: Miguel Angel Corzo
- 1998: Timothy P. Whalen

Oltre al direttore, il personale direttivo, nel 2023 include:
- Associate Director, Programs: Jeanne Marie Teutonico
- Associate Director, Administration: Kathleen Gaines
- Head of Science: Tom Learner
- Head of Collections: Stavroula Golfmitsou
- Head of Buildings and Sites: Susan Macdonald

Nel 2023, GCI disponeva di un budget 43 milioni di dollari, mentre erano 40 nel 2022.

## Missione e valori
Il GCI lavora a livello internazionale per promuovere pratiche di conservazione delle arti visive interpretate estensivamente come oggetti, collezioni, l'architettura e siti. L'Istituto serve la comunità della conservazione attraverso la ricerca scientifica, istruzione e formazione, progetti sul campo e la diffusione dei risultati del proprio lavoro tanto quanto il lavoro degli altri. Il GCI si concentra, quindi, sulla creazione e la distribuzione di conoscenze a beneficio dei professionisti e delle organizzazioni responsabili per la conservazione del patrimonio culturale mondiale.
Questi, invece, i valori che animano l'attività del GCI, come riportati nel sito istituzionale:
- Eccellenza temperata da pragmatismo
- Fare la differenza
- Innovazione, intesa nel senso più ampio nel senso non strettamente, quindi, "invenzione", ma sviluppo di nuovi approcci, superando i confini e creando conoscenza
- Leadership (definendo e promuovendo la professione, sia tecnicamente che nella sua dimensione sociale)
- Spirito di servizio e generosità verso la comunità dei conservatori

## Progetti scientifici
Gli scienziati del GCI studiano il deterioramento di oggetti ed edifici, e come prevenirlo o arrestarlo. Uno dei molti progetti in questo settore ha studiato l'effetto di sostanze inquinanti dell'aria in ambienti chiusi su collezioni museali. Un altro progetto ha analizzato le cause di deterioramento della pietra arenaria del National Capitol Columns allo United States National Arboretum.
Inoltre, CGA "svolge attività di ricerca scientifica sulla composizione dei materiali". Per esempio, un progetto sulla conservazione delle fotografie ha tra i suoi obiettivi la creazione di un Atlas of Analytical Signatures of Photographic Processes, che fornirà "un'impronta chimica precisa di tutti i circa 150 modi in cui le immagini sono sviluppate." Come parte di questo progetto, gli scienziati del Getty, hanno esaminato la prima fotografia della natura di Nicéphore Niépce. Tramite l'utilizzo di tecniche come la fluorescenza a raggi X, la spettroscopia in trasformata di Fourier e di altre tecniche nel corso del 2002-2003, hanno trovato, per esempio, che nell'immagine era presente il bitume di Giudea.

## Istruzione e formazione
La formazione delle parti interessate in tutto il mondo è importante per la sostenibilità del progetto di GCI. Ad esempio, GCI collaborato con altre organizzazioni per creare un corso "per assistere il personale dei musei nella protezione delle collezioni dagli effetti di emergenze naturali o artificiali". Inoltre, GCI ha sviluppato un corso di "Fondamenti sulla preservazione delle fotografie", che viene ora praticato in Europa orientale presso l'accademia di belle arti e di design di Bratislava e la Biblioteca nazionale slovacca. Oltre ai corsi e ai workshop, GCI è stata anche coinvolta programmi di formazione a lungo termine, come per esempio la creazione un master in Archaeological and Ethnographic Conservation (preservazione archeologica ed etnografica) in collaborazione con la University of California di Los Angeles.

## Diffusione delle informazioni
I metodi di diffusione delle informazioni da parte del GCI includono conferenze, lezioni, libri, pubblicazioni notiziari, video e audio on line.
Questi sono i libri pubblicati da GCI:
- Ward, Philip R. The nature of conservation: a race against time. Marina del Rey, CA: Getty Conservation Institute, 1986. ISBN 0-941103-00-5
- The conservation of tapestries and embroideries: proceedings of meetings at the Institut royal du patrimoine artistique, Brussels, Belgium, September 21-24, 1987. Los Angeles: Getty Conservation Institute, 1989. ISBN 0-89236-154-9
- Cather, Sharon. The conservation of wall paintings: proceedings of a symposium organized by the Courtauld Institute of Art and the Getty Conservation Institute, London, July 13-16, 1987. Marina del Rey, CA: Getty Conservation Institute, 1991. ISBN 0-89236-162-X
- Beley, Ennis, e Jeffrey Levin. Picture LA: landmarks of a new generation. Marina del Rey, CA: Getty Conservation Institute, 1994. ISBN 0-89236-305-3
- Klein, Kathryn. The unbroken thread: conserving the textile traditions of Oaxaca. Los Angeles: Getty Conservation Institute, 1997. ISBN 0-89236-380-0
- Corzo, Miguel Angel. Mortality immortality?: the legacy of 20th-century art. Los Angeles: Getty Conservation Institute, 1999. ISBN 0-89236-528-5
- Dorge, Valerie, e Sharon L. Jones. Building an emergency plan: a guide for museums and other cultural institutions. Los Angeles: Getty Conservation Institute, 1999. ISBN 0-89236-529-3
- Lavédrine, Bertrand, Jean-Paul Gandolfo, e Sibylle Monod. A guide to the preventive conservation of photograph collections. Los Angeles: Getty Conservation Institute, 2003. ISBN 0-89236-701-6
- Schweidler, Max, and Roy L Perkinson. The restoration of engravings, drawings, books, and other works on paper. Los Angeles: Getty Conservation Institute, 2006. ISBN 0-89236-835-7
- Rainer, Leslie and Angelyn Bass Rivera editors. The Conservation of Decorated Surfaces on Earthen Architecture. Los Angeles: Getty Conservation Institute, 2006. ISBN 978-0-89236-850-1
- Caneva, Giulia, Maria Pia Nugari, e Ornella Salvadori. Plant Biology for Cultural Heritage: Biodeterioration and Conservation. Los Angeles: Getty Conservation Institute, 2009. ISBN 978-0-89236-939-3
- Marsden, Susan, and Peter Spearritt. "The Twentieth-Century Historic Thematic Framework: A Tool for Assessing Heritage Places. With contributions from Leo Schmidt, Sheridan Burke, Gail Ostergren, Jeff Cody, and Chandler McCoy". Los Angeles: Getty Conservation Institute, 2021. ISBN 978-1-93743-383-3
- Beltran, Vincent Laudato, Christel Pesme, Sarah K. Freeman, and Mark Benson. "Microfading Tester: Light Sensitivity Assessment and Role in Lighting Policy. Guidelines". Los Angeles: Getty Conservation Institute, 2021
- Taylor, Joel, Michael C. Henry, Vincent Laudato Beltran, Walt Crimm, Matthew Eckelman, Jane Henderson, Jeremy Linden, Michał Łukomski, Bob Norris, Sarah Nunberg, and Cecilia Winter. Edited by Joel Taylor and Vincent Laudato Beltran. "Managing Collection Environments: Technical Notes and Guidance Guidelines" Los Angeles: Getty Conservation Institute, 2023. ISBN 978-1-95793-907-0

## Altre attività di preservazione della J. Paul Getty Trust
Oltre al progetto del GCI, la J. Paul Getty Trust contribuisce al campo della preservazione culturale attraverso i reparti specializzati del J. Paul Getty Museum, attraverso la biblioteca del Getty Research Institute e attraverso sovvenzioni fornite dalla Getty Foundation.